# Мілфорд (Небраска)
Мілфорд (англ. Milford) — місто (англ. city) в США, в окрузі Сюорд штату Небраска. Населення — 2155 осіб (2020).

## Географія
Мілфорд розташований за координатами 40°46′21″ пн. ш. 97°3′15″ зх. д. / 40.77250° пн. ш. 97.05417° зх. д. (40.772568, -97.054119).  За даними Бюро перепису населення США в 2010 році місто мало площу 2,04 км², з яких 2,02 км² — суходіл та 0,02 км² — водойми.

## Демографія
Згідно з переписом 2010 року, у місті мешкало 2090 осіб у 770 домогосподарствах у складі 494 родин. Густота населення становила 1025 осіб/км².  Було 843 помешкання (414/км²).
Расовий склад населення:
| - 97,4 % — білих - 0,4 % — корінних американців - 0,3 % — чорних або афроамериканців - 0,2 % — азіатів |

До двох чи більше рас належало 1,0 %. Частка іспаномовних становила 1,6 % від усіх жителів.
За віковим діапазоном населення розподілялося таким чином: 22,2 % — особи молодші 18 років, 62,4 % — особи у віці 18—64 років, 15,4 % — особи у віці 65 років та старші. Медіана віку мешканця становила 31,7 року. На 100 осіб жіночої статі у місті припадало 126,4 чоловіків;  на 100 жінок у віці від 18 років та старших — 129,5 чоловіків також старших 18 років.
Середній дохід на одне домашнє господарство  становив 64 462 долари США (медіана — 49 412), а середній дохід на одну сім'ю — 83 411 долар (медіана — 65 517). Медіана доходів становила 46 359 доларів для чоловіків та 37 946 доларів для жінок. За межею бідності перебувало 10,5 % осіб, у тому числі 3,4 % дітей у віці до 18 років та 10,0 % осіб у віці 65 років та старших.
Цивільне працевлаштоване населення становило 1160 осіб. Основні галузі зайнятості: освіта, охорона здоров'я та соціальна допомога — 30,0 %, мистецтво, розваги та відпочинок — 9,2 %, фінанси, страхування та нерухомість — 7,3 %, роздрібна торгівля — 6,6 %.